# Falkenstein (Baixa Áustria)
Falkenstein (Baixa Áustria) é um município da Áustria localizado no distrito de Mistelbach, no estado de Baixa Áustria.